# Hoplophorella cucullata
Hoplophorella cucullata är en kvalsterart som först beskrevs av Ewing 1909.  Hoplophorella cucullata ingår i släktet Hoplophorella och familjen Phthiracaridae. Inga underarter finns listade i Catalogue of Life.